# سيلفان تيسون
سيلفان تيسون (مواليد 26 أبريل 1972 في باريس)، هو كاتب ورحالة فرنسي، حار على عدة جوائز. شارك في عدد من الرحلات والبعثات غير العادية التي تشكل أساس كتبه. ومن بين أعماله الأكثر نجاحاً "عزاءات الغابة" (2011)، الذي يدور حول مشروع للعيش وحيداً في كوخ سيبيري لمدة ستة أشهر.

## حياته
وُلد في 26 أبريل 1972 بمدينة باريس، نشأ في أسرة مثقَّفة، فأبوه فيليب تيسون صحافيّ وناقد مسرحيّ مشهور ومؤسِّس جريدة «لوكوتيديان دو باري»، وأُمُّه ماري كلود ميي طبيبة وكاتبة، ولكنّه يميل بطبعه إلى العزلة والسّكون والتأمُّل، فضلاً عن تسلُّق المرتفعات. ومن ثمَّ جاء شغفه بارتياد المناطق التي لم يلوِّثها الإنسان، ليس بغرض اكتشافها فحسب، وإنَّما أيضاً للعيش فيها عيشة بدائيّة، ولو لفترة قصيرة، بعيداً عن صخب المُدُن الكبرى، والحياة العصريّة القائمة على تصنيع لا يدمِّر البيئة وحدها، بل يدمِّر حتَّى علاقة الإنسان بالطّبيعة وأنماط عيشه.
طاف تيسُّون حول العالم على درَّاجة برُفْقَة كاتب رحَّالة آخر، هو ألكسندر بوسّان (كتاب: جُبْنا الأرض على درَّاجة 1996)، وقطع خمسة آلاف كيلومتر مشياً عبر الهيمالايا مع الصّديق نفسه (كتاب: المشي في السّماء 1998)، وطوى ثلاثة آلاف كيلومتر في آسيا الوسطى على صهوة جواد (كتاب: نزهة فروسيّة في السّباسب 2001).

## من مؤلفاته المترجمة الى اللغة العربية
- كتاب: «محور الذئب - من سيبيريا إلى الهند، على خطى الفارين من الغولاغ».[6]

## الجوائز
حاز تيسُّون عدَّة جوائز منها:
- جائزة غونكور للقصَّة.
- جائزة رونودو للرّواية.
- جائزة ميديسيس للبحث.

## روابط خارجية
- سيلفان تيسون في قاعدة بيانات الأفلام على الإنترنت